# کشتار نیر اوز
در حمله غافلگیرانه ۷ اکتبر ۲۰۲۳ به اسرائیل، ستیزه‌جویان فلسطینی از نوار غزه به کیبوتص نیر اوز در جنوب اسرائیل حمله کردند و تعداد زیادی از ساکنان آن را به قتل رساندند، خانه‌ها را سوزاندند و غیرنظامیان را ربودند. بیلد گزارش داد که ۲۰ نفر از مردم کیبوتص کشته و ۸۰ نفر ربوده شدند. جروزالم پست همچنین تخمین زد که ۸۰ نفر از نیر اوز ربوده شده‌اند. یک خبرنگار جنگی کهنه‌کار گزارش می‌دهد که «حدود یک چهارم مردم نیر اوز ترور، ربوده یا مجروح شده‌اند. آنها که جان سالم به در برده‌اند جایی برای بازگشت ندارند.» بر اساس یک گزارش، ۲۴۰ نفر از ۴۰۰ ساکن این جامعه مفقود یا کشته شده‌اند. اعضای کیبوتص زنده مانده به ایلات تخلیه شدند.
ستیزه‌جویان حماس خانواده کِدِم را در اتاق امن خود در نیر اوز به قتل رساندند. قتل یک زن مسن توسط قاتلانش فیلمبرداری و به دیوار فیس بوک او ارسال شد. الکس دانسیگ، مورخ لهستانی–اسرائیلی در میان ربوده‌شدگان نیر اوز بود.